# Comité Interestatal de Aviación
El Comité Interestatal de Aviación (CIEA, inglés: Interstate Aviation Committee, IAC, ruso: Межгосударственный авиационный комитет (МАК)) es la dirección general de la Comunidad de Estados Independientes (CEI) que investiga incidentes y accidentes aéreos de aeronaves civiles. Tiene su sede en Moscú, Rusia. Los miembros del IAC son Azerbaiyán, Armenia, Bielorrusia, Kazajistán, Kirguistán, Rusia, Tayikistán, Turkmenistán, y Uzbekistán. Actualmente Tatiana Anodina es la directoria.
Georgia, Moldavia, y Ucrania son antiguos miembros.